# 嵩明省沽油
嵩明省沽油（学名：Staphylea forrestii），为省沽油科省沽油属下的一个植物种。